# Margot Honecker
Margot Honecker (născută Feist; n. 17 aprilie 1927, Halle (Saale), Germania - d. 6 mai 2016, Santiago de Chile) a fost o politiciană comunistă germană, soția lui Erich Honecker, liderul fostei RDG.
Tatăl ei, Gotthard Feist (1906–1993), de meserie pantofar, a fost membru al KPD (Partidul Comunist German), deținut politic în anii 1930, între altele în Lagărul de concentrare Buchenwald. Mama ei, Helene Feist, muncitoare într-o fabrică de saltele, a murit în anul 1940.
Margot Honecker a fost ministru al educației naționale în Republica Democrată Germană din 1963 până în 1989. În 1987 a fost decorată cu Ordinul Karl Marx. Începând cu 1993 a locuit în Chile, unde s-a refugiat împreună cu soțul ei, Erich Honecker, după căderea regimului comunist din RDG.
Soții Honecker au avut o fiică pe nume Sonja, născută în 1952, înainte de căsătoria lor.